# Sergio Gadea
Pour les articles homonymes, voir Gadea.

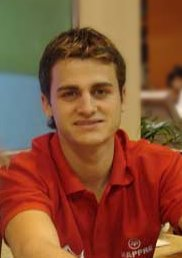
Sergio Gadea

Sergio Gadea, né le 30 décembre 1984 à Puçol, est un pilote de vitesse moto espagnol

## Biographie
Débutant en professionnel en 2003, il court depuis cette période en championnat 125 cm3 sur Aprilia. En 2007, il obtient sa première victoire sur le Continental Circus lors du Grand Prix moto d'Italie sur le Circuit du Mugello.

## Statistiques par années
| Sais  | Cat.    | Moto     | Courses | Vict | Pod | Pole | Pts | Class |
| ----- | ------- | -------- | ------- | ---- | --- | ---- | --- | ----- |
| 2003  | 125 cm3 | Aprilia  | 4       | 0    | 0   | 0    | -   | -     |
| 2004  | 125 cm3 | Aprilia  | 16      | 0    | 0   | 0    | 29  | 19e   |
| 2005  | 125 cm3 | Aprilia  | 16      | 0    | 1   | 1    | 68  | 12e   |
| 2006  | 125 cm3 | Aprilia  | 16      | 0    | 5   | 0    | 160 | 5e    |
| 2007  | 125 cm3 | Aprilia  | 17      | 1    | 3   | 0    | 160 | 7e    |
| 2008  | 125 cm3 | Aprilia  | 17      | 1    | 1   | 1    | 83  | 12e   |
| 2009  | 125 cm3 | Aprilia  | 16      | 1    | 5   | 0    | 141 | 5e    |
| 2010  | Moto2   | Kalex    | 17      | 0    | 1   | 0    | 67  | 17e   |
| 2011  | 125 cm3 | Aprilia  | 12      | 0    | 2   | 0    | 103 | 9e    |
| 2011  | Moto2   | Moriwaki | 1       | 0    | 0   | 0    | 0   | NC    |
| Total |         |          | 132     | 3    | 18  | 2    | 811 |       |